# Oleh Moisejev
Oleh Moisejev (Олег Моисеев) (11 oktober 1982) is een Wit-Russische schaatser.

## Resultaten
| jaar | EK Allround | WK Sprint | WK Junioren |
| ---- | ----------- | --------- | ----------- |
| 2000 |             |           | NC44        |
| 2001 |             |           | NC42        |
| 2002 |             |           | NC24        |
| 2003 | NC24        | -         |             |
| 2006 | -           | 43e       |             |

- = geen deelname
NC# = niet gekwalificeerd voor de laatste afstand, maar wel als # geklasseerd in de eindrangschikking

### Medaillespiegel
| kampioenschap | goud | zilver | brons |
| ------------- | ---- | ------ | ----- |
| EK Allround   | 0    | 0      | 0     |
| WK Sprint     | 0    | 0      | 0     |
| WK Junioren   | 0    | 0      | 0     |